# 平戸ふれあいバス

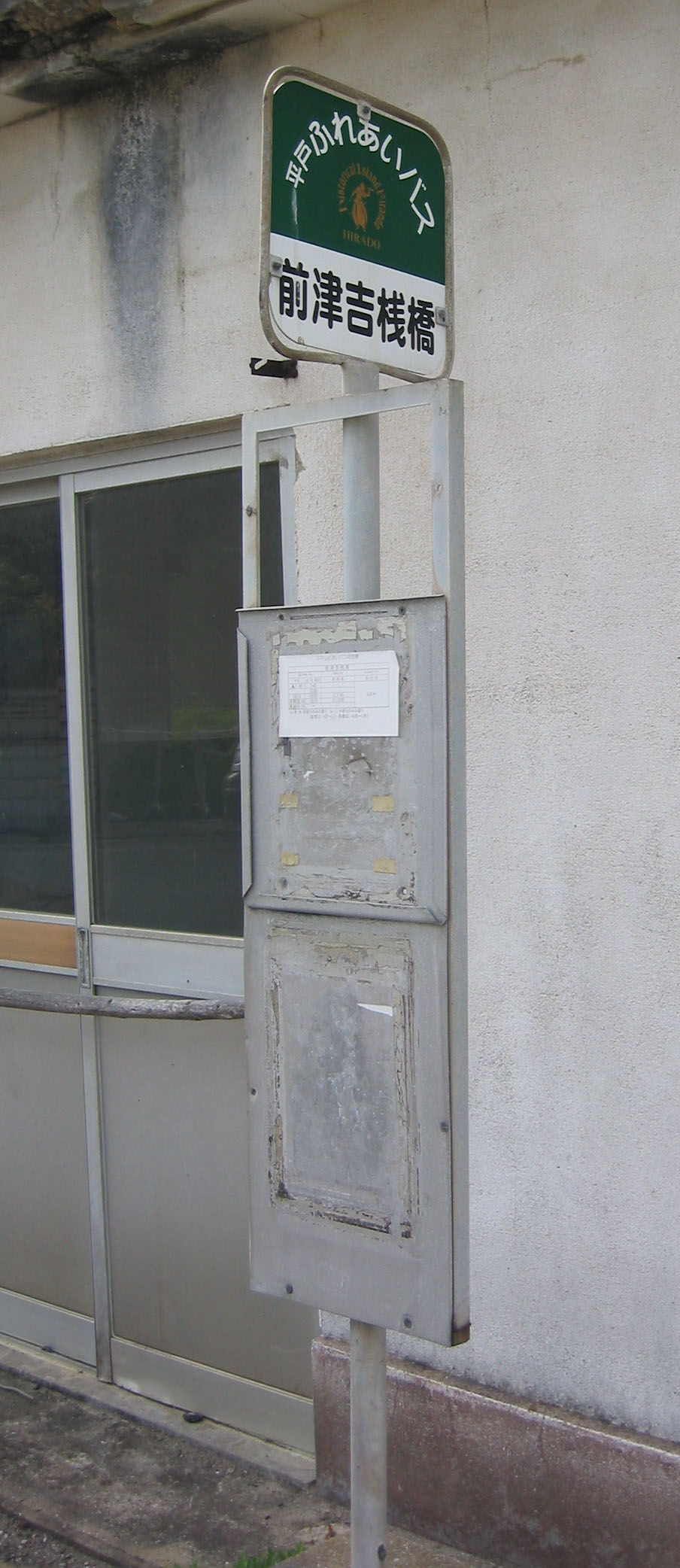
ふれあいバスのバス停。西肥自動車時代に使用されていたものを転用

平戸ふれあいバス（ひらどふれあいバス）は、長崎県平戸市によって運行されているコミュニティバスである。

## 概要
平戸市内では昭和時代に西肥自動車（西肥バス）が稠密な路線網を張り巡らせていたが、不採算路線を多く抱えていたこともあり、2002年（平成14年）4月よりこれらの路線の廃止代替バスとして運行開始されたもので、運行費については平戸市によりその一部が補助金として交付されている（外部リンク参照）。
当初中部地区は大川陸運（通称：平戸観光バス）、南部地区はYOKARO（通称：平戸バス）が受託運行していたが、2013年4月から2017年3月までの4年間の契約でYOKAROが全線の運行を担当することになった。しかし、YOKAROは2014年11月7日を最後に経営不振を理由として突如全路線を運休して撤退、以降は貸切バスや公用車を使用して運行を維持した。
2020年10月現在では、道路運送法第78条・79条による白ナンバーバス（自家用自動車の有償運行）として運行している。

## 路線
平戸島内に路線があり、大きく中部地区と南部地区に分かれる。また、2020年10月1日から西肥バスの平戸島内南端部を運行する路線の大部分を引き継いでいる。

### 中部地区
2020年10月1日より、定時運行とデマンド運用を併用した運行方式に改められている。全便日祝日運休。運行は有限会社ケイラインが受託している。
深川線
- 深川入口 - 獅子道（ししどう） - 市民病院
  - 朝の上り1便が定時運行で、午後運行される3便はデマンド運行となる。

田崎・神鳥・宝亀（ほうき）線
- （宝亀浦）← 神鳥 - 田崎 - 紐差 - 市民病院
  - 深川線と同じく朝の上り1便が定時運行で、午後運行される3便はデマンド運行となる。

飯良（いいら）線
- 飯良 - 根獅子（ねしこ） - 市民病院 - 紐差
  - 月曜日から金曜日までは定時運行便のみが運行され、土曜日に限って定時運行とデマンド運行併用となる。

木ヶ津・大川原循環線
- 木ヶ津教会 → 紐差 →市民病院
- 市民病院 → 紐差 → 木ヶ津 → 木ヶ津教会 → 大川原迎 → 赤松入口 → 紐差
  - 上記2便が定時運行で、それ以外の3便がデマンド運行となっている。

### 南部地区
運行は津吉地区まちづくり協議会によって行われている。中部地区同様に定時運行路線とデマンド運行が併用される。
堤・前津吉線
- 堤小学校 - 下中津良 - 多目的センター前 - 津吉中央 - 前津吉入口 - 前津吉桟橋
  - 平戸島内南部を東西に横断する路線である。堤小学校⇔多目的センター、多目的センター⇔前津吉桟橋間の区間便もある。
  - 朝夕は定時運行便が運行され、日中の2便がデマンド運行となる。

### 紐差－宮の浦線
2020年10月1日より、西肥自動車の平戸高校－宮の浦間の実質的な撤退を受けて運行を開始した。中部地区・南部地区の路線とは異なり、全便が定時運行となる。また運休日は1月1日のみとなっている。
- 紐差 - 平戸高校前 - 下中津吉 - 前津吉入口 - 志々伎（しじき） - 宮の浦
  - 上り4便・下り6便（うち3本は土休日運休）が運行される。紐差で西肥バスの平戸市街方面からの便に接続する。

## 廃止路線
春日線
- 小春日 - 獅子 - 紐差 - 市民病院

早福線
- 早福 - 大志々伎 - 志々伎 - 前津吉入口 - 前津吉 - 船木 - 大川原 - 市民病院
- 前津吉桟橋 - 前津吉入口 - 津吉中央 - 早福

堤・敷佐線
- 堤小学校 - 下中津良 - 敷佐公会堂 - 上中津良 - 市民病院

## 運賃
1乗車200円均一である。デマンド便を利用する場合は片道300円・往復500円となる。

## 車両
YOKARO撤退直前の時点では、大阪市営バスで赤バスとして使用されていたオムニノーバ・マルチライダーと日産・シビリアン、いすゞ・ジャーニーなどを使用していた。自家用自動車の有償運行開始後は、日産・NV350キャラバンや三菱ふそう・ローザなどを使用している。

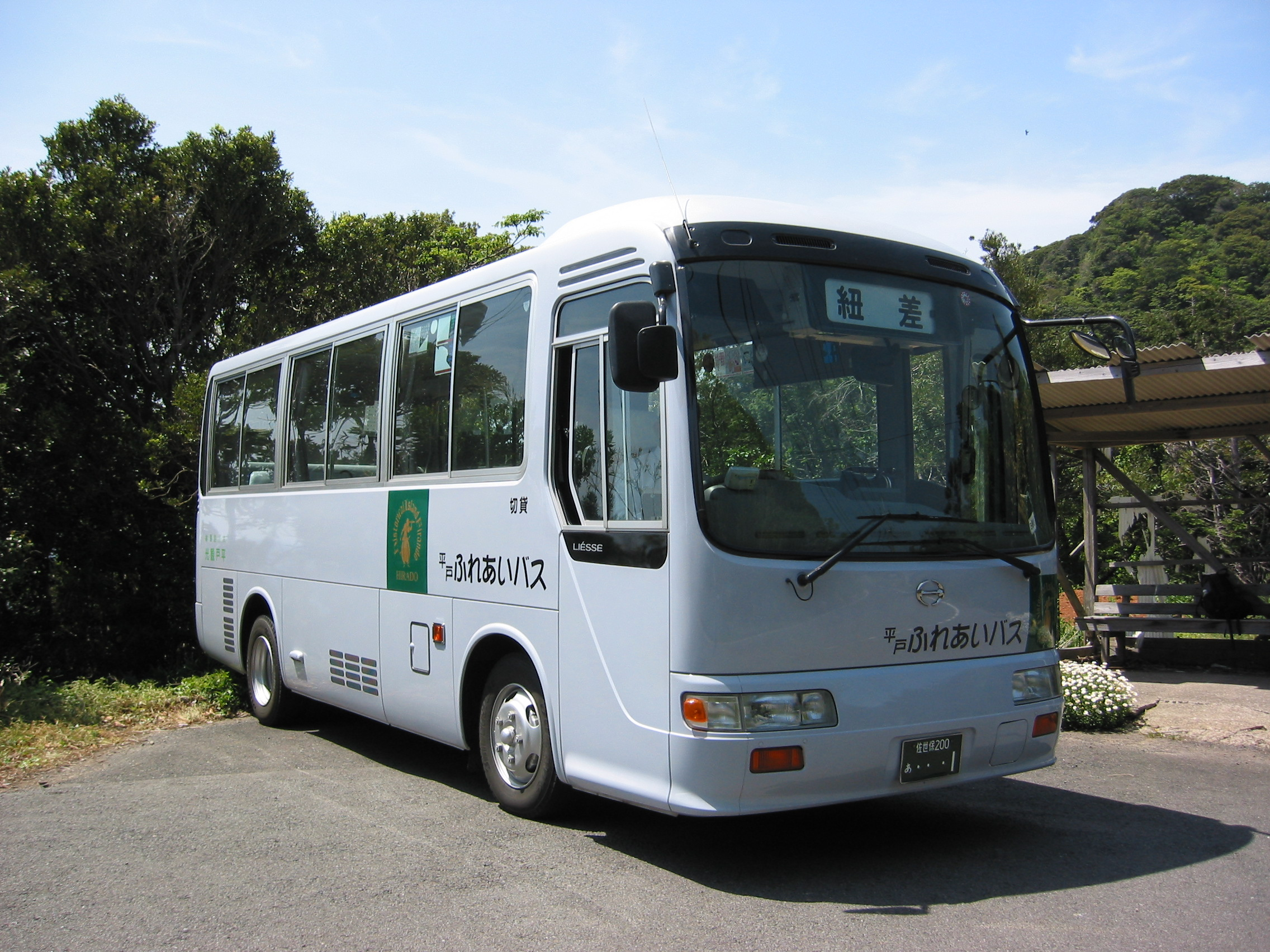
大川陸運時代の車両
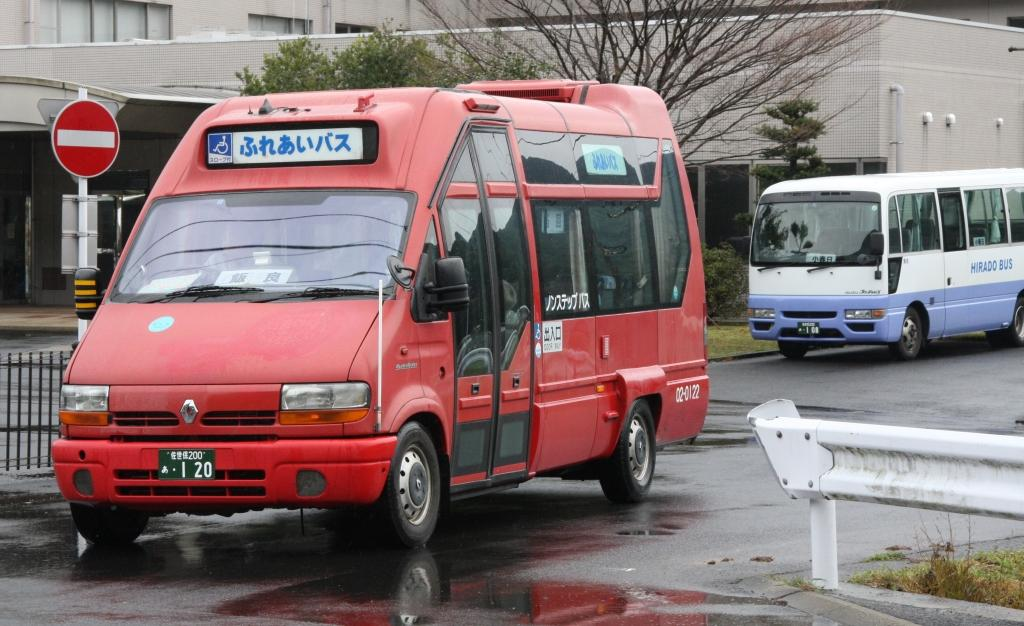
YOKARO移管後の車両（2014年）。元大阪市営バスの赤バス
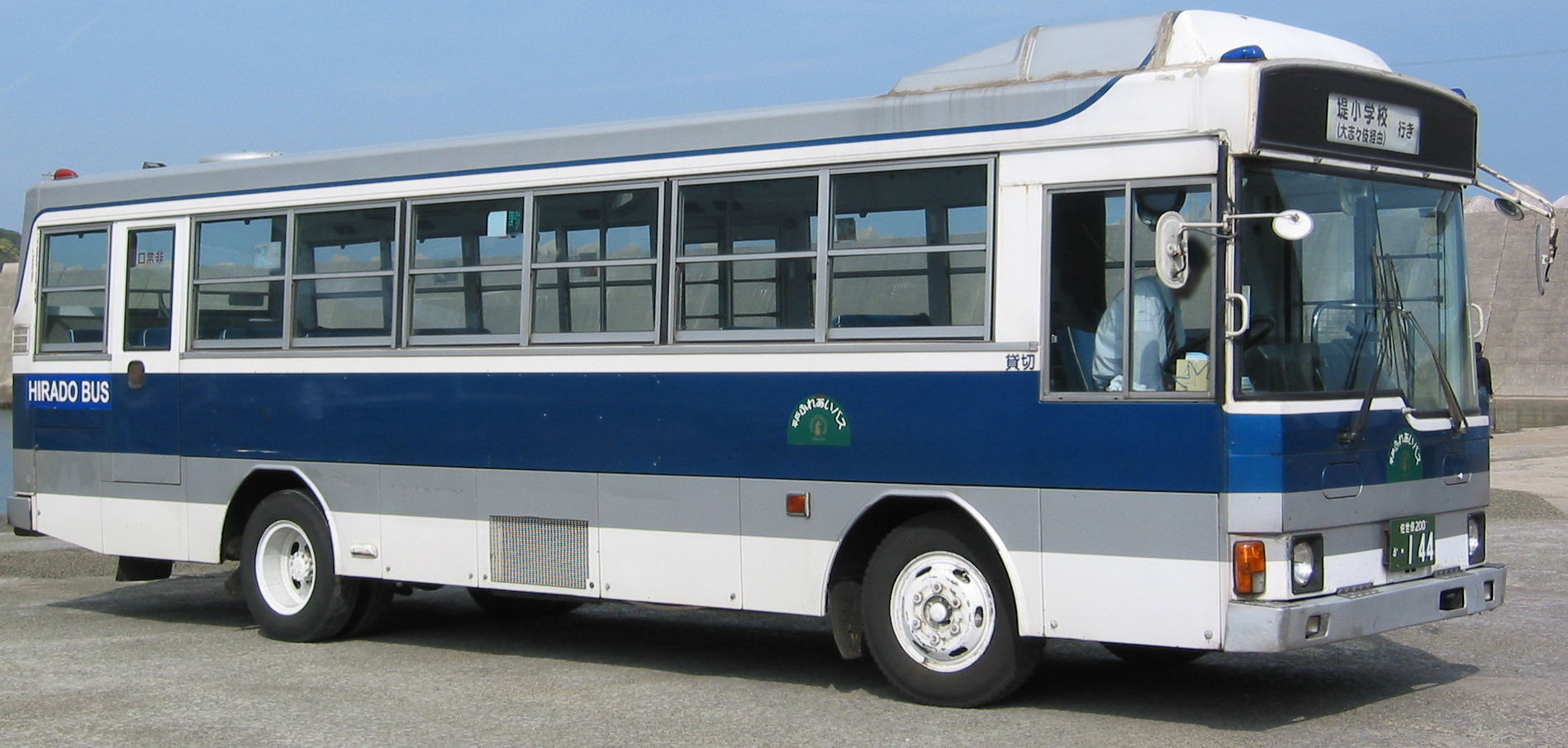
2006年時点の平戸バス担当車両。JRバス東北からの移籍
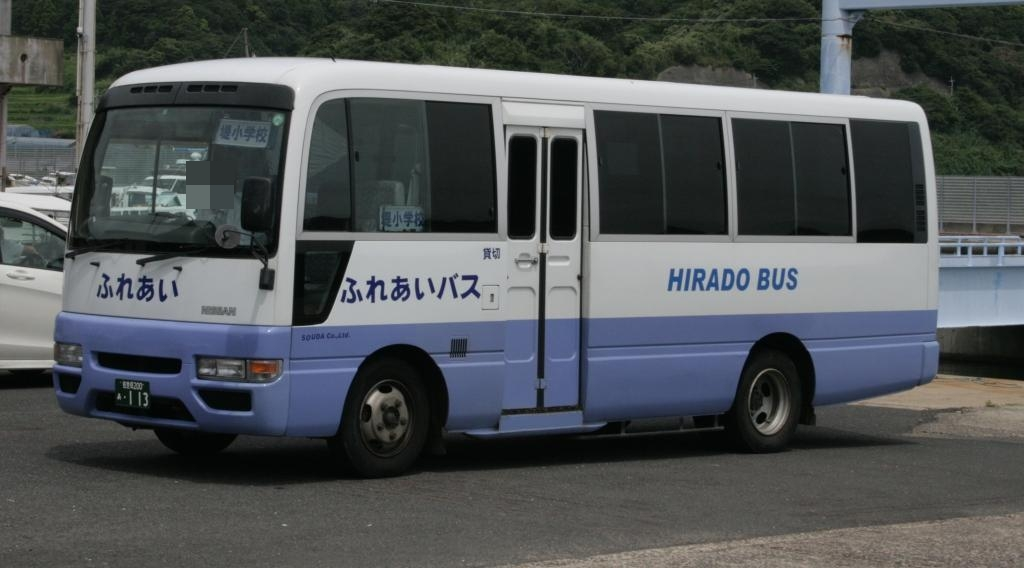
2013年時点の平戸バス担当車両（堤・前津吉線）